# باشگاه فوتبال پوماس اوناه
پوماس ده لا اوناه یا به زبان ساده یونیورسیداد یک باشگاه فوتبال هندوراسی بود.

## تاریخچه
آنها به نمایندگی از دانشگاه ملی اوتونوما د هندوراس تشکیل شدند. آنها با برونکوس ادغام شدند و برونکوس ده لا اوناه را تشکیل دادند، دو بار در ۸۳–۱۹۸۲ و ۰۷–۲۰۰۶ و در عین حال در چولوتکا آن دو فصل بازی کردند. آنها در ابتدا حق امتیاز باشگاه دپورتیوو اتلتیکو اسپانیول را در اختیار گرفتند.
در طول حضور خود در دسته اول به عنوان پوماس، آنها در کومایاگوا بازی کردند. آنها در اوت ۲۰۱۰ به دلیل مشکلات مالی منحل شدند. لوبوس اوپی‌ان‌اف‌ام جای آنها را در لیگا ده آسنسیو گرفت.

## افتخارات
- سگوندا دیویزیون: ۳ قهرمانی
- جام قهرمانان کونکاکاف: ۱ نایب قهرمانی